# Porowatość (geologia)
Porowatość w geologii – porowatość odnosząca się do warstwy geologicznej. Jest to pojęcie dotyczące hydrodynamiki podziemnej a odnoszące się do ośrodków porowatych i ośrodków szczelinowych. W tym drugim przypadku mówi się często o porowatości szczelinowej.
Pojęcie porowatości w hydrodynamice podziemnej niezupełnie pokrywa się z pojęciem porowatości w petrografii. W hydrodynamice podziemnej za przestrzeń porową uważa się jedynie taki obszar w ośrodku porowatym, do którego płyn może być bezpośrednio wprowadzony lub z którego może być wyprowadzony na skutek różnicy ciśnień. Drugiej z wymienionych tu konotacji słowa porowatość poświęcony jest odrębny artykuł porowatość skały.

## Definicja
Porowatość ośrodka porowatego {\displaystyle \phi } definiuje się jako stosunek objętości przestrzeni porowej {\displaystyle V_{p}} do objętości całego ośrodka porowatego {\displaystyle V{:}}
{\displaystyle \phi \;{\stackrel {\mathrm {df} }{=}}\;{\frac {V_{p}}{V}}.}
Przez analogię porowatość szczelinową {\displaystyle \phi } definiuje się jako stosunek objętości przestrzeni szczelinowej {\displaystyle V_{f}} do objętości całego ośrodka szczelinowego {\displaystyle V{:}}
{\displaystyle \phi \;{\stackrel {\mathrm {df} }{=}}\;{\frac {V_{f}}{V}}.}

## Własności
Porowatość ośrodka porowatego lub szczelinowego jest typowym parametrem fenomenologicznym. Nie mówi ona nic o kształcie porów (szczelin), ani o ich przebiegu. Wyraża jedynie udział przestrzeni porowej (szczelinowej) w objętości całego ośrodka porowatego lub szczelinowego.
Z przytoczonych powyżej definicji wynikają następujące własności porowatości jako parametru fizycznego:
- porowatość jest zawsze nieujemna i mieści się w przedziale {\displaystyle [0;1),} przy czym nigdy nie osiąga swojej teoretycznej górnej granicy,
- porowatość jest parametrem bezwymiarowym i wyraża się ją w częściach całości lub w procentach.

Wartość porowatości ośrodków porowatych jest różna i zależy ona między innymi od kształtu ziaren budujących szkielet ośrodka. W przypadku luźnych gruntów może dochodzić nawet do 50%. W przypadku skał porowatych, np. piaskowców będących zazwyczaj kolektorami dla złóż ropy naftowej i/lub gazu ziemnego porowatość wynosi zwykle od kilku do 20%. Łupki są na ogół bardziej porowate – ich porowatość dochodzić może nawet do 50%, lecz ich przestrzeń porową tworzą pory o bardzo małych rozmiarach. Natomiast porowatość skał typu węglanowego jest niska i wynosi maksymalnie do kilku procent. Jest to zwykle porowatość typu szczelinowego.

## Znaczenie praktyczne
Porowatość jest parametrem fenomenologicznym informującym o możliwościach ośrodka porowatego dotyczących składowania w nim płynów. Nic natomiast nie mówi o zdolnościach transportowych ośrodka.
Porowatość stanowi obok przepuszczalności jeden z fundamentalnych parametrów charakteryzujących ośrodki porowate i ośrodki szczelinowe. Obydwa te parametry oznaczane są drogą pomiarów laboratoryjnych dla skał kolektorskich złóż ropy naftowej i gazu ziemnego na podstawie analizy rdzeni wiertniczych. W inżynierii złożowej porowatość i przepuszczalność traktuje się jako parametry niezależne, charakterystyczne dla danego złoża. Badania doświadczalne wskazują, że zarówno porowatość, jak i przepuszczalność nie są wielkościami stałymi, lecz wykazują zmienność w zależności od położenia w obszarze złoża rzeczywistego.
Większość specjalistów traktuje przepuszczalność i porowatość jako parametry niezależne, mimo iż kilkadziesiąt lat temu podano związek między nimi w postaci tzw. formuły Kozeny-Carmana. Z praktycznego punktu widzenia formuła ta jest jednak nieefektywna, gdyż zawiera dodatkowe parametry jak powierzchnię właściwą ośrodka i krętość kanałów porowych, trudne na ogół do wyznaczenia.